# داستن نجوين
داستن نجوين (بالفيتنامية: Dustin Nguyễn)‏ هو لاعب تايكوندو وممثل أمريكي، ولد في 17 سبتمبر 1962 بمدينة هو تشي منه في فيتنام.

## أعمال

### أفلام
- (1992) طلقات سريعة
- (1993) السماء والأرض
- (2014) 22 شارع جامب

### مسلسلات
- جاغ

## وصلات خارجية
- داستن نجوين على موقع IMDb (الإنجليزية)
- داستن نجوين على موقع ألو سيني (الفرنسية)
- داستن نجوين على موقع أول موفي (الإنجليزية)
- داستن نجوين على موقع قاعدة بيانات الأفلام السويدية (السويدية)
- داستن نجوين على موقع إن إن دي بي (الإنجليزية)
- داستن نجوين على موقع قاعدة بيانات الفيلم (الإنجليزية)
- داستن نجوين على موقع كينوبويسك (الروسية)